# Мария Комнина (кралица на Йерусалим)
Вижте пояснителната страница за други личности с името Мария Комнина.
Мария Комнина (1154 – 1208/1217 г.) е византийска аристократка, кралица на Йерусалим, втора съпруга на крал Амори I.

## Произход и ранни години
Родена е през 1154 г. във Византийска империя. Дъщеря е на дука Йоан Комнин и на Мария Таронитиса, потомка на арменските царе. Баща ѝ е племенник на император Мануил I Комнин. Нейната сестра Теодора, е омъжена за принц Боемунд III, владетел на Антиохийското княжество, а през 1185 г. брат ѝ Алексий за кратко предявява претенции за византийския престол срещу властващия Андроник I Комнин.
През 1158 г. между Византия и Йерусалимското кралство е сключен съюз срещу сирийските араби, скрепен с брак между крал Балдуин III, по-голям брат на Амори I, и една от племенниците на византийския император, Теодора Комнина. Балдуин III обаче умира през 1162 г. и съгласно договора между двете страни Теодора Комнина продължава да живее в Йерусалимското кралство, като получава правото да владее град Акра и околностите му. През 1166 г. обаче тя бяга от кралството заедно с любовника си Андроник Комнин и град Акра отново е присъединен към владенията на Йерусалимската корона. След бягството на Теодора Комнина изчезва и последното юридическо основание, което да задължава Византия и Йерусалим да спазват съюзния си договор. Това поставя в опасност самото съществуване на Йерусалимското кралство, което силно разчита на византийска помощ в борбата си срещу сирийските араби. Загрижен за продължаването на съюза с Византия, новият йерусалимски крал Амори I, който е разведен с първата си съпруга Агнес дьо Куртене, се обръща към император Мануил I Комнин с молба да му бъде предложена съпруга от византийското императорско семейство. Преговорите продължават около една година и завършват със споразумение Амори I да вземе за съпруга племенницата на императора, Мария, на която е осигурена богата зестра.

## Кралица на Йерусалим

### Брак с Амори I
Сватбата между Мария и Амори I е тържествено отпразнувана в Тир на 29 август 1167 г. През 1172 г. Мария Комнина ражда момиче, бъдещата йерусалимска кралица Изабела. През 1173 г. Мария Комнина ражда мъртво дете.
На смъртното си легло през 1174 г. крал Амори I завещава град Наблус и прилежащите му земи на Мария Комнина, която остава вдовстваща кралица заедно с дъщеря си Изабела.

### Брак с Балиан д'Ибелин
През 1177 г. Мария Комнина се омъжва за Балиан д'Ибелин, който командва отбраната на Йерусалим при обсадата му от войските на Саладин през 1187 г. Мария ражда на Балиан четири деца:
- Хелвис д'Ибелин
- Жан д'Ибелин – владетел на Бейрут, а по-късно става конетабъл на Йерусалимското кралство
- Маргарита д'Ибелин – омъжена за Юг II дьо Сент Омер, принц на Галилея и Тивериада
- Филип д'Ибелин – регент на Кипър през 13 век

Мария и Балиан подкрепят Конрад Монфератски в борбата за короната на Йерусалим срещу Ги дьо Лузинян. Те принуждават Изабела – дъщерята на Мария от Амори, да анулира първия си брак, за да се омъжи за Конрад, така че той да заеме по-лесно престола. Поради това Мария Комнина и Балиан си спечелват омразата на крал Ричард I Лъвското сърце и неговите хронисти. Един анонимен автор пише за Мария Комнина и Балиан следното:

„Откърмена с гръцки разврат още от люлката си, тя имала съпруг, чийто морал напълно подхождал на нейния: той бил зъл, тя – безбожна; той бил капризен, тя – отстъпчива; той бил неверник, а тя била измамница.“
—анонимен автор, Itinerarium Regis RicardiВ оригинал 
Steeped in Greek filth from the cradle, she had a husband whose morals matched her own: he was cruel, she was godless; he was fickle, she was pliable; he was faithless, she was fraudulent.
Като баба на Алис дьо Шампан – дъщеря на Изабела от третия ѝ съпруг, през 1208 г. Мария Комнина води преговорите за сключването на брака ѝ с Хуго I Кипърски. Мария получила и богати подаръци като зестра за внучка си от леля ѝ Бланш Наварска. Името на Мария Комнина се споменава в изворите за последен път по този повод. Тя вероятно умира през 1217 г.